# Prezident Arménie
Prezident Arménské republiky (arménsky: Հայաստանի Հանրապետության նախագահ) je hlavou státu Arménie. Je volen arménským parlamentem (Národním shromážděním) na sedm let. Nemůže být zvolen na dvě období po sobě. V arménském politickém systému je pouze ceremoniální figurou, klíčovou pozici má premiér. Oficiální rezidence prezidenta se nachází na Baghramjanově ulici č. p. 26 v Jerevanu. Funkce prezidenta Arménie byla založena ještě před ziskem nezávislosti, rozhodnutím Nejvyšší rady Arménské SSR ze dne 3. května 1990, nicméně první volby se konaly 17. října 1991, a tedy již po vyhlášení nezávislosti, k němuž došlo 21. září 1991. Tehdy byl prezident volen dvoukolovou přímou volbou občany na pětileté období a mohl být v dalším volebním období znovuzvolen (ve třetím již nikoli). Tento systém byl změněn ústavní úpravou v roce 2015. Poprvé se novým systémem, tedy v parlamentu, prezident volil roku 2018.

## Pravomoci
Vzhledem ke sporům Arménie o své hranice prezident mj. přísahá hájit územní celistvost Arménie. Prezident jmenuje premiéra na základě konzultací se stranami v parlamentu, určitou specifikou je, že pokud premiér není schopen získat důvěru nadpoloviční většiny parlamentu, prezident může jmenovat toho, kdo má prostou nejvyšší podporu, byť nikoli nadpoloviční. Prezident může na dobu jednoho měsíce zrušit úkon rozhodnutí vlády a obrátit se na Ústavní soud, aby se problémem zabýval. Podle článku 111 ústavy je prezident tím, kdo může vyhlásit referendum o změnách v ústavě Arménské republiky. V případě ohrožení země může prezident vyhlásit stanné právo, avšak toto rozhodnutí podléhá přezkumu parlamentu, aby prezident nemohl za pomoci stanného práva uzurpovat moc (během stanného práva se nesmějí konat volby). Prezident navrhuje Národnímu shromáždění kandidaturu nejvyššího státního zástupce, předsedy centrální banky a předsedy Kontrolní komory (obdoba českého Nejvyššího kontrolního úřadu). Prezident řeší otázky týkající se udělování občanství Arménské republiky a politického azylu. Otázky občanství jsou poměrně důležitým politickým tématem, vzhledem k velikosti arménské diaspory, dané historickými okolnostmi. Prezident má pravomoc rozpustit Národní shromáždění a vyhlásit mimořádné volby, pokud Národní shromáždění neschválí vládní program dvakrát za sebou během dvou měsíců. Prezident tak může učinit i na návrh předsedy Národního shromáždění nebo předsedy vlády, pakliže je parlament tři měsíce paralyzován. Prezident může být odvolán z funkce dvoutřetinovou většinou v Národním shromáždění, pakliže Ústavní soud po předchozí iniciativě parlamentu dospěje k závěru, že prezident jednal protiústavně. Je-li úřad prezidenta neobsazený, vykonává jeho povinnosti předseda Národního shromáždění.